# آنا آلکسیچ
آنا آلکسیچ (انگلیسی: Maja Aleksić؛ زادهٔ ۶ ژوئن ۱۹۹۷) بازیکن والیبال اهل صربستان است.